# 雷恩汽车站
雷恩汽车站（法語：Gare routière de Rennes）是法国西北部城市雷恩的一个公路客运车站，是雷恩火车站是配套设施。

## 简介
雷恩汽车站位于雷恩老城区南部，雷恩火车站东侧。该站开行前往雷恩周边的市际客车和法国乃至欧洲各地的长途客车。

## 建筑
雷恩汽车站是一个封闭式的公共建筑，车站外为咨询大厅，站内设有一个小型乘客候车厅，站场部分则设多个车辆泊位。
2018年，雷恩汽车站进行了现代化改造，增加了无障碍设施，并对车站内的设备进行了更新。

## 停靠线路
| 停靠雷恩汽车站的大巴车         | |
| 运营单位                       | 主要目的地 |
| EUROLINES Isilines             | （可直达或通过联程中转的方式，前往法国及欧洲735个目的地） |
| Flixbus                        | （可直达或通过联程中转的方式，前往法国及欧洲58个目的地） |
| Ouibus                         | （可直达或通过联程中转的方式，前往法国及欧洲133个目的地） |
| BREIZHGO 布列塔尼城际客运      | - 圣米歇尔山 - 卢代阿克 · 蓬提维 |
| BREIZHGO 伊勒-维莱讷省城际客运 | 1a 蒙泰尔菲勒 · 特雷芬代勒 · 大普莱朗 · 潘蓬 1b 蒙福尔下布雷阿勒 · 圣蒂里阿勒 2 布雷泰伊 · 塔朗萨克 · 默河畔蒙福尔 · 伊方迪克 · 圣莫冈 · 米约勒 · 加埃勒 3a 圣欧班迪帕韦伊 · 塞什河畔皮雷 · 穆兰 · 维塞什 · 布列塔尼的拉盖尔什 4a 欧比涅的圣欧班 · 昂杜耶讷维勒 · 布列塔尼的桑斯 · 库埃农河畔旧维 · 罗马济 · 库埃农谷（特朗布莱 · 昂特朗） 4b 穆阿泽 · 伊莱河畔沙内 · 利夫雷附近埃尔塞 · 加阿尔 5 波利涅 · 庞塞 · 布列塔尼的班 · 拉多米讷来 · 大富热赖 6 戈旺 · 拉西 · 博隆 · 布埃西克小教堂 · 阿纳斯特谷 · 梅尔内勒 7 拉博桑讷 · 贝什雷勒 · 埃夫尔 · 迪南 · 普勒尔蒂 · 迪纳尔 8a 拉梅济耶尔 · 维尼奥克 · 圣辛佛里安 · 坦泰尼亚克 · 圣多米讷克 · 普勒格讷克 · 圣皮耶尔德普莱冈 9a 戈内 · 库埃农河畔梅济耶尔 · 圣欧班迪科尔米耶 · 库埃农岸（库埃农河畔圣马克 · 库埃农河畔圣让） · 圣欧贝尔小教堂 · 罗马涅 · 富热尔 9b 利夫雷 · 杜尔丹 · 拉布埃西耶尔 10 吉尚 · 吉涅恩 · 洛埃阿克 · 留龙 · 皮普里亚克 11 默莱斯 · 蒙特勒伊勒加 · 吉佩勒 · 丹热 12a 贝代 · 布列塔尼的蒙托邦 · 大圣梅昂 · 梅尔德里尼亚克 · 卢代阿克 12b 贝代 14 维莱讷河畔努瓦亚勒 · 维莱讷河畔塞尔翁 15 拉梅济耶尔 · 朗古埃 · 圣贡德朗 · 卡尔德罗克 · 莱伊夫 · 莱伊夫的圣布里厄 19 普勒默勒克 · 伊罗杜埃 · 圣佩尔讷 22 让泽 · 布列塔尼的勒泰伊 · 勒捷（市区 · 火车站） |
| BREIZHGO                       | - 阿夫朗什 · 卡昂 - 当某条铁路线施工或罢工时，SNCF可能会提供途径该线路沿途站点的大巴车 |
| 1. 2. 3. 4. 5.                 | |